# Notre-Dame de Paris (musikal)
Notre-Dame de Paris är en fransk musikal som baseras på Victor Hugos berömda bok Ringaren i Notre Dame. Den debuterade den 16 september 1998 på Palais des Congrès i Paris. Texten skrevs av kanadensaren Luc Plamondon, musiken komponerades av fransk-italienske Riccardo Cocciante.
Notre-Dame de Paris har framförts i ett flertal städer i Frankrike, Kanada, Belgien och Schweiz. Den har också turnerat i ett flertal asiatiska länder, däribland Sydkorea och Taiwan. En engelsk version har framförts i Storbritannien och Förenta Staterna där den också har blivit en succé. Musikalen har även framförts på italienska, katalanska, ryska och vitryska. En svenskspråkig version existerar, även om den aldrig har framförts.

## Handling
Musikalen koncentrerar sig främst på två aspekter från boken. Den unga och vackra Esmeralda som i slutet blir ett offer för männens kärlek och avundsjuka, och romernas utanförskap i samhället. Den sistnämnda punkten drar paralleller med dagens sans-papiers, illegala invandrare som saknar uppehållstillstånd och andra dokument, vilket gör att de inte har samma rättigheter som övriga medborgare. 

## Rollbesättning
Faktumet att Notre-Dame de Paris har framförts på flera olika språk, och att rollbesättningarna ofta har varierat gör att det är mycket svårt att lista samtliga skådespelare som har framfört musikalen.

### Fransk rollbesättning 1998
- Hélène Ségara : Esmeralda
- Garou : Quasimodo
- Daniel Lavoie : Frollo
- Bruno Pelletier : Gringoire
- Patrick Fiori : Phœbus
- Luck Mervil : Clopin
- Julie Zenatti : Fleur-de-Lys

### Amerikansk rollbesättning 2000
- Hazel Fernandes : Esmeralda
- Mike Scott : Quasimodo
- Nicholas Pound : Frollo
- David Shannon : Gringoire
- Steven Judkins : Phœbus
- Rohan Reckord : Clopin
- Kate Pinell : Fleur-de-Lys

### Rollbesättning i London 2001
På Dominion Theatre i London.
- Tina Arena : Esmeralda
- Garou : Quasimodo
- Daniel Lavoie : Frollo
- Bruno Pelletier : Gringoire
- Steve Balsamo : Phœbus
- Luck Mervil : Clopin
- Natasha St-Pier : Fleur-de-Lys

### Tredje franska rollbesättningen 2001
På Mogador-teatern i Paris.
- Shirel : Esmeralda
- Adrian Devil : Quasimodo
- Michel Pascal : Frollo
- Cyril Niccolai : Gringoire
- Richard Charest : Phœbus
- Roddy Julienne : Clopin
- Claire Cappelletti : Fleur-de-Lys

Anne Meson växlade mellan Fleur-de-Lys och Esmeralda.

### Italiensk rollbesättning 2002
- Lola Ponce : Esmeralda
- Giò Di Tonno : Quasimodo
- Vittorio Matteucci : Frollo
- Matteo Setti : Gringoire
- Graziano Galatone : Phœbus
- Marco Guerzoni : Clopin
- Claudia D'Ottavi : Fleur-de-Lys

### Spansk rollbesättning 2002
- Tais Ciurana : Esmeralda
- Albert Martinez : Quasimodo
- Enrique Sequero : Frollo
- Daniel Angles : Gringoire
- Lisardo : Phœbus
- Paco Arrojo : Clopin
- Elvira Prado : Fleur-de-Lys

### Rysk rollbesättning 2002
- Teona Dol'nikova : Esmeralda
- Vyacheslav Petkun : Quasimodo
- Alexander Marakulin : Frollo
- Vladimir Dybsky : Gringoire
- Anton Makarsky : Phœbus
- Sergey Lee : Clopin
- Anastasia Stotskaya : Fleur-de-Lys

### Kanadensisk rollbesättning 2005
- Mélanie Renaud : Esmeralda
- Gino Quilico : Quasimodo
- Robert Marien : Frollo
- Jean-François Breau : Gringoire
- Richard Charest : Phœbus
- Roddy Julienne : Clopin
- Brigitte Marchand : Fleur-de-Lys

### Internationell rollbesättning 2005/2006
Notre-Dame de Paris besöker Peking, Shanghai, Seoul och Taiwan.
- Nadia Bel : Esmeralda
- Matt Laurent och Jérôme Collet : Quasimodo
- Michel Pascal och Jérôme Collet : Frollo
- Richard Charest : Gringoire
- Laurent Ban : Phœbus
- Roddy Julienne : Clopin
- Chiara Di Bari : Fleur-de-Lys

### Fransk rollbesättning december 2005
- Mélanie Renaud : Esmeralda
- Jérôme Collet : Quasimodo
- Robert Marien : Frollo
- Jean-François Breau : Gringoire
- Laurent Ban : Phœbus
- Roddy Julienne : Clopin
- Marilou Bourdon : Fleur-de-Lys

### Koreanskt rollbesättning 2008
- Choi Sung-hee : Esmeralda
- Yun Hyeong-ryeol : Quasimodo
- Seo Beom-seok : Frollo
- Kim Tae-hun : Gringoire
- Kim Sung-min : Phœbus
- Lee Jeong-yeol : Clopin
- Kim Jeong-hyeon : Fleur-de-Lys

### Belgisk rollbesättning 2010
- Sandrine : Esmeralda
- Gene Thomas : Quasimodo
- Vim Van den Drieshe : Frollo
- Dennis ten Vergert : Gringoire
- Tim Driesen : Phœbus
- Clayton Perotti : Clopin
- Jorien Zeevaart : Fleur-de-Lys